# Адрианопольский мирный договор (1713)
Адрианопольский мирный договор 1713 года завершил русско-турецкую войну 1710—1713 годов. Подписан 13 (24) июня 1713 год в Адрианополе (ныне Эдирне, Турция). Основные положения Адрианопольского договора повторяли условия Прутского мирного договора 1711 года. В соответствии с этими договорами Россия уступала Турции Азов с примыкающей к нему территорией до реки Орель.
В «Советской военной энциклопедии» Адрианопольский мирный договор оценивается как крупный дипломатический успех России, поскольку, несмотря на территориальные потери, он обеспечивал ей свободу действий в борьбе за берега Балтики. Адрианопольский договор действовал до заключения Константинопольского «вечного мира» в 1720 году.

## Предыстория
После неудачного Прутского похода между Россией и Османской империей был заключён договор, согласно которому Россия должна была вернуть туркам Азов и уничтожить другие свои крепости на Азовском море.
Пётр I медлил с исполнением этих условий, однако турки также не спешили выполнять свои обязательства. В Константинополе продолжались переговоры, которые вели Толстой и отправленный ему в помощь Шафиров. Наконец, 29 ноября 1712 года султан объявил России войну и арестовал Толстого и Шафирова. Война, однако, так и не началась: между турками и находящимися в Турции шведскими военными возник конфликт, вследствие чего великий визирь и другие сторонники войны были отправлены в отставку, а переговоры продолжились. Теперь уже Турция требовала, чтобы московский царь платил ежегодную дань крымскому хану, граница России была установлена между речками Самарой и Орелью, а на ней были поселены запорожцы, изменившие России. Благодаря усилиям русских дипломатов в итоговый договор вошло только положение о границе.